# NVHPV
NVHPV is de afkorting voor Nederlandse Vereniging voor Human Powered Vehicles.
Deze Nederlandse Ligfietsvereniging werd op 10 november 1984 opgericht met als doel de verspreiding en ontwikkeling van mensaangedreven voer-, vaar- en vliegtuigen te bevorderen. 
De vereniging is aangesloten bij de World Human Powered Vehicle Association. 